# ستيفن مايلز (سياسي)
ستيفن مايلز (بالإنجليزية: Steven Miles)‏ هو سياسي أسترالي، ولد في 15 نوفمبر 1977 في بريزبان في أستراليا. حزبياً، نشط في Queensland Labor Party ‏. في 2017 Queensland state election ‏، انتخب عضو المجلس التشريعي ولاية كوينزلاند عن دائرة Electoral district of Murrumba ‏ (25 نوفمبر 2017 – ) وفي 2015 Queensland state election ‏، انتخب عضو المجلس التشريعي ولاية كوينزلاند عن دائرة Electoral district of Mount Coot-tha ‏ (31 يناير 2015 – 25 نوفمبر 2017).